# (532) Herculina
(532) Herculina – planetoida z pasa głównego asteroid okrążająca Słońce w ciągu 4 lat i 224 dni w średniej odległości 2,77 j.a. Została odkryta 20 kwietnia 1904 roku w Landessternwarte Heidelberg-Königstuhl w Heidelbergu przez Maxa Wolfa. Planetoida została nazwana przez prof. Elię Millosevicha z Observatory of the Collegio Romano, jednak nie wiadomo kogo nazwa ta upamiętnia. Przed nadaniem nazwy planetoida nosiła oznaczenie tymczasowe (532) 1904 NY.

## Księżyc
7 czerwca 1978 roku, w trakcie obserwacji zakrycia gwiazdy SAO 120774 o jasności 6,2m przez planetoidę (532) Herculina, dwóch niezależnych obserwatorów zarejestrowało kilkusekundowe powtórne zakrycie tej gwiazdy. Z interpretacji danych wynikało, że planetoidę może obiegać satelita o średnicy około 46 km w odległości mniej więcej 977 km. Jednak dokładne obserwacje w 1993 roku, prowadzone przy pomocy Kosmicznego Teleskopu Hubble’a, wykluczyły istnienie drugiego składnika.